# Szujning
Szujning (egyszerűsített kínai írással: 遂宁市, pinjin: Suìníng Shì) prefektúra szintű város Kínában, Szecsuan tartományban. Lakosainak száma 2 814 196 fő (2020).

## Népesség
| 2010 | 3 252 619 |
| 2020 | 2 814 196 |

## Testvérvárosok
- Phuket